# Senyera
Senyera (katalanska; spanska: señera) är en flagga som består av fyra röda horisontella ränder på gul bakgrund. 
Historiskt representerade den kungen av Aragonien och greven av Barcelona. Sedan 1979 är den officiell flagga för den autonoma regionen Katalonien i Spanien. Dessutom är Aragoniens, Balearernas och Valencias flaggor baserade på denna symbol, och mönstret återkommer också i Spaniens riksvapen. 
På katalanska är ordet senyera också synonymt med bandera ("flagga"), även om ordet vanligtvis används för att referera till den katalanska flaggan.
| Vänster: Vapensköld med Senyal Reial, det kungliga tecknet, från en bild daterad 1380. Höger: Symbolen syntes för första gången på vapenskölden som Ramon Berenguer IV bar, presenterat på ett dokumentsigill 2 september 1150. |  | Vänster: Vapensköld med Senyal Reial, det kungliga tecknet, från en bild daterad 1380. Höger: Symbolen syntes för första gången på vapenskölden som Ramon Berenguer IV bar, presenterat på ett dokumentsigill 2 september 1150. |
| Vänster: Vapensköld med Senyal Reial, det kungliga tecknet, från en bild daterad 1380. Höger: Symbolen syntes för första gången på vapenskölden som Ramon Berenguer IV bar, presenterat på ett dokumentsigill 2 september 1150. |  | |

## Historia
Begreppet Senyera hämtar sitt ursprung från Senyal Reial – 'kungligt tecken', där senyal är samma ord som svenskans signal.
Senyeran sägs vara en av världens äldsta flaggor, och den baserar sig på en vapensköld som enligt uppgift är en av de fyra äldsta i Europa. Enligt en legend från 1400-talet härstammar flaggan från 800-talet, men det är mer troligt att den egentligen kom till under 1000- eller 1100-talet. Den syntes tidig på vapenskölden tillhörande greven av Barcelona, i vilken de röda och gula ränderna är vertikala. Den äldsta bevarande senyeran är Penó de la Conquesta, som hissades 1238 i samband med en aragonsk seger över moriska trupper.
På katalanska har skölden beskrivits som camper d'or quatre pals de gules (= "fyra röda fält på en guldfärgad bakgrund"). Ramon Berenguer IV var den förste greven som syntes med skölden, år 1150. Dynastins vapensköld blev symbolen för alla områden som styrdes av greven. Därför återkommer mönstret i alla flaggor och vapen som en gång var en del av Aragonien, vilket inkluderar Katalonien, Valencia (både staden och regionen), Balearerna, Languedoc-Roussillon, Andorra, Sicilien, Alghero.

## Varianter
Den rena versionen av senyeran användes sedan början av 1900-talet av katalanska nationalister. Den nyttjades även inom Katalanska samväldet (från 1914).
Senare användes den som officiell flagga för den autonoma enheten Katalonien under den andra spanska republiken (från 1931) och efter återinförandet av demokrati i Spanien. Också Alghero på Sardinien och den historisk sydfranska/nordkatalanska provinsen Roussillon använder samma version. En rad andra områden och städer i sydvästra Europa använder varianter på flaggan med olika sköldar eller fält tillagda.
Idag används ibland en variant av senyeran med en blå trekant och en vit stjärna av katalanska nationalister, bland annat de i CiU. En variant med röd stjärna används ibland av socialistiska självständighetsivrare, till exempel de i ERC. Dessa flaggor kallas blå respektive röd estelada.

### Officiella flaggor

Alghero
Andorra
Aragonien
Balearerna
Barcelona
Provinsen Barcelona
Castelló de la Plana
Girona
Provinsen Girona
Ibiza
Katalonien
Provinsen Lleida
Mallorca
Menorca
Provence-Alpes-Côte d'Azur
Tarragona
"Senyera Reial" från staden Valencia och regionen Valencia

### Historiska flaggor

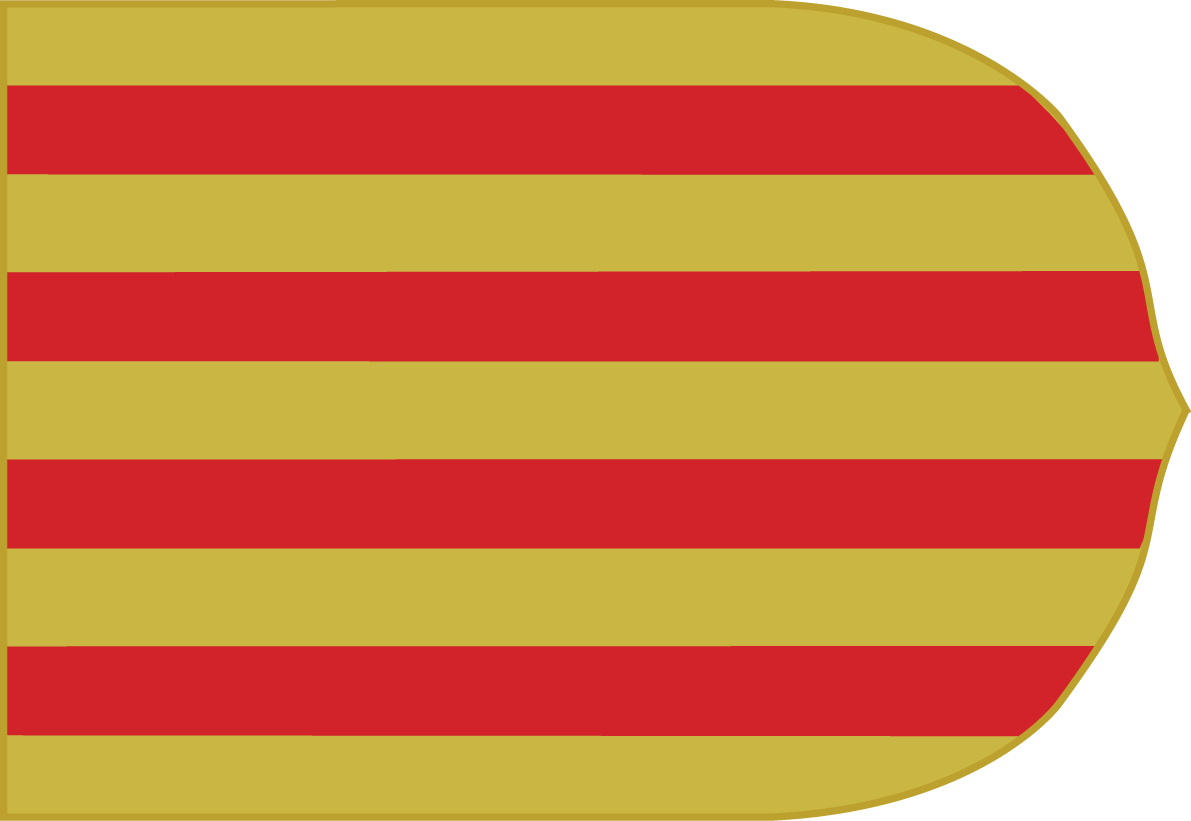
Kungariket Aragonien
Roussillon
Valencias Penó de la Conquesta (1238)
Interimflagga för regionen Valencia (1979-1980)
Kungariket Sicilien
Kungariket Neapel (1442–1501)

### Politiska flaggor
En estelada (estrelada på aragonska) är en variant av senyeran, med en tillagd stjärna i någon färg. Den används i politisk, ofta secessionistiskt syfte och är inte officiell flagga i någon region. Den katalanska esteladan finns i två varianter, en med en röd stjärna (gärna använd av katalansk politisk vänster) och en med en vit stjärna på blå botten. Esteladan sägs vara inspirerad av Kubas flagga, och den katalanska nationalismen upplevde en expansionsperiod i samband med spansk-amerikanska kriget (då Kuba separerade från Spanien).

Aragonsk nationalism, "estrelada aragonesa"
Katalansk nationalism, blå estelada
Katalansk socialistisk separatism, röd estelada
Valencisk nationalism, "estrelada valenciana"